# Rouillon
Pour les articles homonymes, voir Rouillon (homonymie).
Rouillon est une commune française, située dans le département de la Sarthe en région Pays de la Loire, peuplée de 2 352 habitants.
La commune fait partie de la province historique du Maine, et se situe dans le Haut-Maine (Maine roux).

## Géographie
| Trangé, Pruillé-le-Chétif | Trangé, Le Mans | Le Mans |
| Pruillé-le-Chétif         | Rouillon        | Le Mans |
| Pruillé-le-Chétif         | Allonnes        | Le Mans |

### Climat
Pour des articles plus généraux, voir Climat des Pays de la Loire et Climat de la Sarthe.
En 2010, le climat de la commune est de type climat océanique dégradé des plaines du Centre et du Nord, selon une étude du CNRS s'appuyant sur une série de données couvrant la période 1971-2000. En 2020, Météo-France publie une typologie des climats de la France métropolitaine dans laquelle la commune est dans une zone de transition entre le climat océanique et le climat océanique altéré et est dans la région climatique  Moyenne vallée de la Loire, caractérisée par une bonne insolation (1 850 h/an) et un été peu pluvieux. 
Pour la période 1971-2000, la température annuelle moyenne est de 11 °C, avec une amplitude thermique annuelle de 14,4 °C. Le cumul annuel moyen de précipitations est de 716 mm, avec 11,4 jours de précipitations en janvier et 6,9 jours en juillet. Pour la période 1991-2020, la température moyenne annuelle observée sur la station météorologique de Météo-France la plus proche, sur la commune du Mans à 5 km à vol d'oiseau, est de 12,4 °C et le cumul annuel moyen de précipitations est de 693,4 mm,. Pour l'avenir, les paramètres climatiques de la commune estimés pour 2050 selon différents scénarios d'émission de gaz à effet de serre sont consultables sur un site dédié publié par Météo-France en novembre 2022.

## Urbanisme

### Typologie
Au 1er janvier 2024, Rouillon est catégorisée ceinture urbaine, selon la nouvelle grille communale de densité à sept niveaux définie par l'Insee en 2022.
Elle est située hors unité urbaine. Par ailleurs la commune fait partie de l'aire d'attraction du Mans, dont elle est une commune de la couronne,. Cette aire, qui regroupe 144 communes, est catégorisée dans les aires de 200 000 à moins de 700 000 habitants,.

### Occupation des sols
L'occupation des sols de la commune, telle qu'elle ressort de la base de données européenne d’occupation biophysique des sols Corine Land Cover (CLC), est marquée par l'importance des territoires agricoles (80,3 % en 2018), en diminution par rapport à 1990 (86,6 %). La répartition détaillée en 2018 est la suivante : 
prairies (29,9 %), zones agricoles hétérogènes (28,3 %), terres arables (22,2 %), zones urbanisées (12,2 %), forêts (6,5 %), zones industrielles ou commerciales et réseaux de communication (1 %). L'évolution de l’occupation des sols de la commune et de ses infrastructures peut être observée sur les différentes représentations cartographiques du territoire : la carte de Cassini (XVIIIe siècle), la carte d'état-major (1820-1866) et les cartes ou photos aériennes de l'IGN pour la période actuelle (1950 à aujourd'hui).

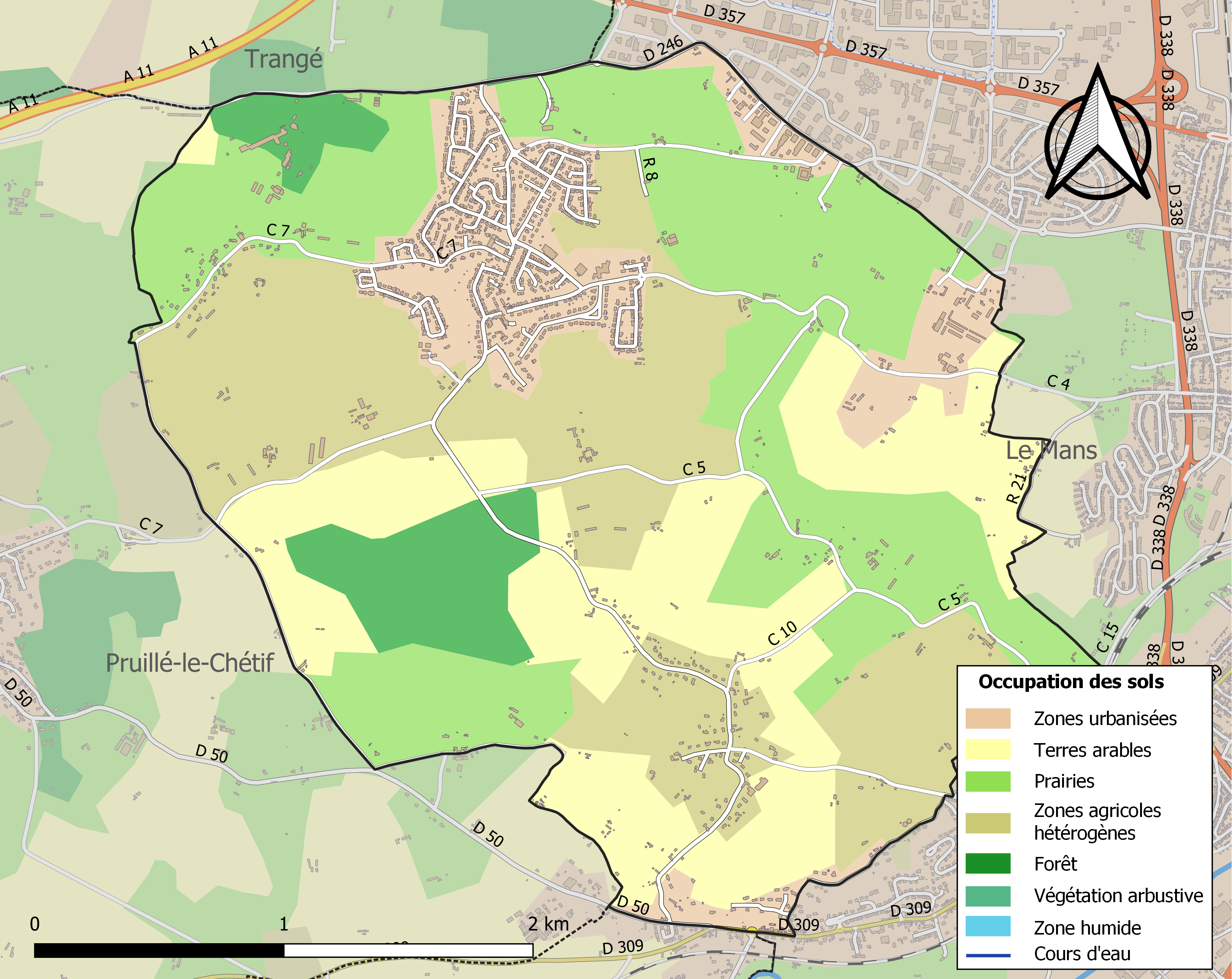
Carte des infrastructures et de l'occupation des sols de la commune en 2018 (CLC).

## Toponymie
Le nom de la localité est attesté sous les formes ad Ruillione puis Ruivilione en 616, apud Roillon puis ad Roillum vers 1175 et Roillon en 1180. Le toponyme semble issu de l'anthroponyme latin ou roman Rupilius.
Le gentilé est Rouillonnais.

## Politique et administration
| Période                                  | Période   | Identité                | Étiquette | Qualité                     |
| ---------------------------------------- | --------- | ----------------------- | --------- | --------------------------- |
| Les données manquantes sont à compléter. |           |                         |           |                             |
| 1852                                     | 1854      | François Chervi         |           |                             |
| 1854                                     | 1865      | Alexandre Gagnot        |           |                             |
| 1865                                     | 1872      | René Pichon (1809-1872) |           |                             |
| 1873                                     | 1876      | Paul Famin              |           | Notaire, propriétaire       |
| 1876                                     | 1882      | Alphonse de Chasteigner |           | Propriétaire                |
| 1883                                     | 1884      | Abel Briolay            |           |                             |
| 1884                                     | 1888      | Alphonse de Chasteigner |           | Propriétaire                |
| 1888                                     | 1919      | Henri de Chasteigner    |           |                             |
| 1919                                     | 1945      | Louis Plot              |           |                             |
| 1945                                     | 1947      | Louis Esnault           |           |                             |
| 1947                                     | 1966      | Thibault de Chasteigner |           | Propriétaire                |
| 1966                                     | juin 1995 | Raymond Mareau          |           | Agriculteur                 |
| juin 1995                                | mars 2001 | Michel Bertin           | MGP       | Journaliste retraité        |
| mars 2001                                | mars 2008 | Thérèse Frey            |           |                             |
| mars 2008                                | mars 2014 | Daniel Lecroc           |           | Architecte                  |
| mars 2014                                | mai 2020  | Gilles Josselin         | DVD       | Gérant d'entreprise         |
| mai 2020                                 | En cours  | Laurent Paris           | SE        | Pilote amélioration qualité |

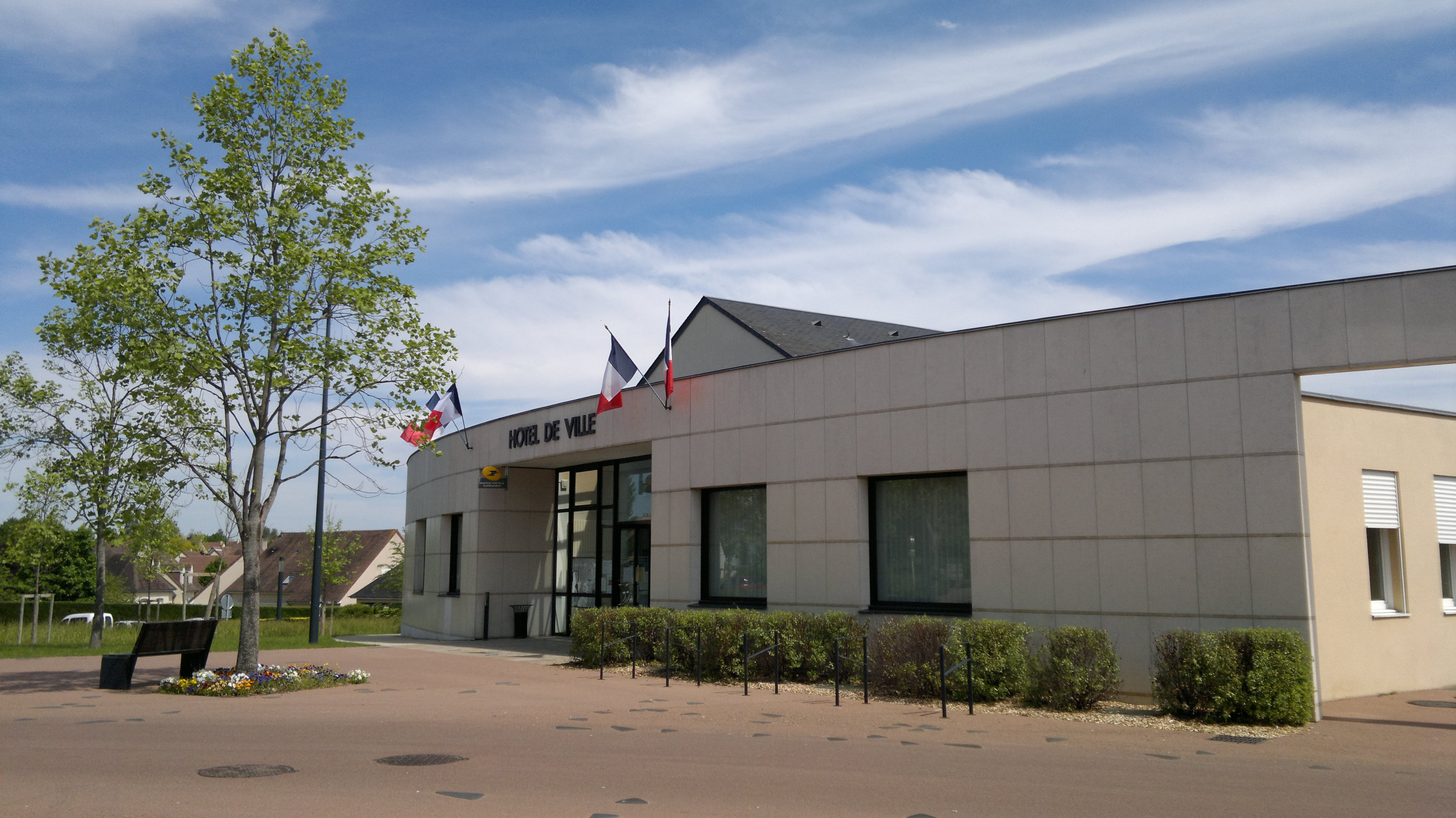
La mairie.

Le conseil municipal est composé de dix-neuf membres dont le maire et cinq adjoints.

## Démographie
L'évolution du nombre d'habitants est connue à travers les recensements de la population effectués dans la commune depuis 1793. Pour les communes de moins de 10 000 habitants, une enquête de recensement portant sur toute la population est réalisée tous les cinq ans, les populations de référence des années intermédiaires étant quant à elles estimées par interpolation ou extrapolation. Pour la commune, le premier recensement exhaustif entrant dans le cadre du nouveau dispositif a été réalisé en 2007.
En 2022, la commune comptait 2 352 habitants, en évolution de +3,07 % par rapport à 2016 (Sarthe : −0,25 %, France hors Mayotte : +2,11 %).
| 1793 | 1800 | 1806 | 1821 | 1831 | 1836 | 1841 | 1846 | 1851 |
| ---- | ---- | ---- | ---- | ---- | ---- | ---- | ---- | ---- |
| 536  | 596  | 627  | 662  | 714  | 738  | 733  | 730  | 746  |

| 1856 | 1861 | 1866 | 1872 | 1876 | 1881 | 1886 | 1891 | 1896 |
| ---- | ---- | ---- | ---- | ---- | ---- | ---- | ---- | ---- |
| 703  | 713  | 692  | 670  | 630  | 602  | 642  | 609  | 603  |

| 1901 | 1906 | 1911 | 1921 | 1926 | 1931 | 1936 | 1946 | 1954 |
| ---- | ---- | ---- | ---- | ---- | ---- | ---- | ---- | ---- |
| 575  | 620  | 612  | 627  | 586  | 550  | 567  | 670  | 755  |

| 1962 | 1968 | 1975 | 1982  | 1990  | 1999  | 2006  | 2007  | 2012  |
| ---- | ---- | ---- | ----- | ----- | ----- | ----- | ----- | ----- |
| 674  | 684  | 864  | 1 450 | 1 592 | 2 101 | 2 150 | 2 145 | 2 266 |

| 2017  | 2022  | - | - | - | - | - | - | - |
| ----- | ----- | - | - | - | - | - | - | - |
| 2 259 | 2 352 | - | - | - | - | - | - | - |

## Économie
Rouillon est une commune périurbaine dont les habitants ont généralement des emplois au Mans.
La commune possède un centre commercial comprenant un Intermarché, un salon de coiffure, une boulangerie, une auto-école, un cabinet de médecins et une pharmacie. Une infirmière et une kinésithérapeute y ont également leur cabinet. Une fleuriste s'y installe à partir de décembre 2012.

## Lieux et monuments
- L'église Notre-Dame du XVIIIe siècle.
- Un prieuré du XVIe siècle dépendant de l'abbaye de la Couture, accolé à l'église.
- Un château du XVIe siècle.
- Des fours à rouire le chanvre du XIXe siècle, ou avant.
- Une voie romaine.
- Des maisons de ferme anciennes (XVe, XVIe, XVIIe, XVIIIe siècles).
- Le réémetteur TV des Furêteries desservant l'agglomération mancelle.

Rouillon possède de nombreux chemins de randonnées.
Le domaine de Vaujoubert est aujourd'hui un lieu d'accueil associatif et loué aux particuliers pour des repas de familles. C'est un ancien carmel à l'architecture du XXe siècle. Sur le domaine, il existe toujours une statue de la Vierge, l'emplacement de l'ancien cimetière et une croix en granite dans le patio qui sont le témoignage du passé religieux de cet endroit.
Le domaine est en partie rénové en 2017 en créant un espace complètement destiné au centre de loisirs et une autre partie destinée aux activités des associations.

## Activité et manifestations
Des associations culturelles et sportives proposent leurs activités : Activités loisirs, Familles rurales de Rouillon, Gymnastique pour tous, les Aînés ruraux… L'Étoile de la Germinière de Rouillon présente une section de football, une section de tennis et une section de basket. La section football fait évoluer une équipe de football en ligue du Maine et deux autres en divisions de district.
Chaque année, une brocante est organisée par des bénévoles de la section football de l'Étoile de la Germinière de Rouillon[réf. souhaitée].

### Jumelages
- Burdinne (Belgique) depuis 2012[29].

## Personnalités liées
- Abbé Charles Morancé : écrivain et artiste, aumônier d'un régiment de l'Armée de la Loire (le 33e Mobile), il a raconté l'épopée de cette armée qui s'est battue en 1870 (général Chanzy) contre l'armée allemande dans la Sarthe. Sa tombe se trouve au cimetière de Rouillon et une plaque dans l'église rappelle son souvenir (Récits d'un aumônier militaire en temps de guerre et en temps de paix par l'abbé Charles Morancé, ancien aumônier du 33e mobile et de la garnison du Mans, chevalier de la Légion d'honneur 2 tomes, imprimés au Mans par Edmond Monnoyer en 1884).
- Fortuné Guyon, comte de Rochecotte : instigateur de la seconde chouannerie dans le Maine. Il a séjourné à Rouillon et plus particulièrement au château de Rouillon, hébergé par les dames Nepveu de Rouillon et dans plusieurs fermes alentour (ferme de l'Épine…). Né près de Langeais au château de Rochecotte, racheté ensuite par la duchesse de Dino, il a terminé sa vie, fusillé par le Directoire, sur le Champ-de-Mars, à Paris.
- Abbé Edmond-Marie Guimier, né en 1875 au Grand-Lucé, mort à Rouillon, en mai 1940. Curé de la paroisse de Rouillon de 1907 jusqu’à sa mort, l’abbé Guimier était un photographe ayant rapporté des clichés pris à Salonique en 1917, mais aussi à Barcelone, à Marseille, au Havre, et surtout dans la campagne sarthoise et dans sa paroisse, à Rouillon. C'est le photographe Georges Quaglia (1935-2015) qui a retrouvé, égarées au milieu d’un bric-à-brac chez les compagnons d’Emmaüs, les plaques photographiques datant du début du XXe siècle de l'abbé Guimier[30].
- Stéphane Le Foll est professeur d'économie de 1983 à 1988 au lycée agricole de Rouillon. Il a participé aux gouvernements de Manuel Valls, de Bernard Cazeneuve. Il a été réélu député en juin 2017.